# Havis Amanda

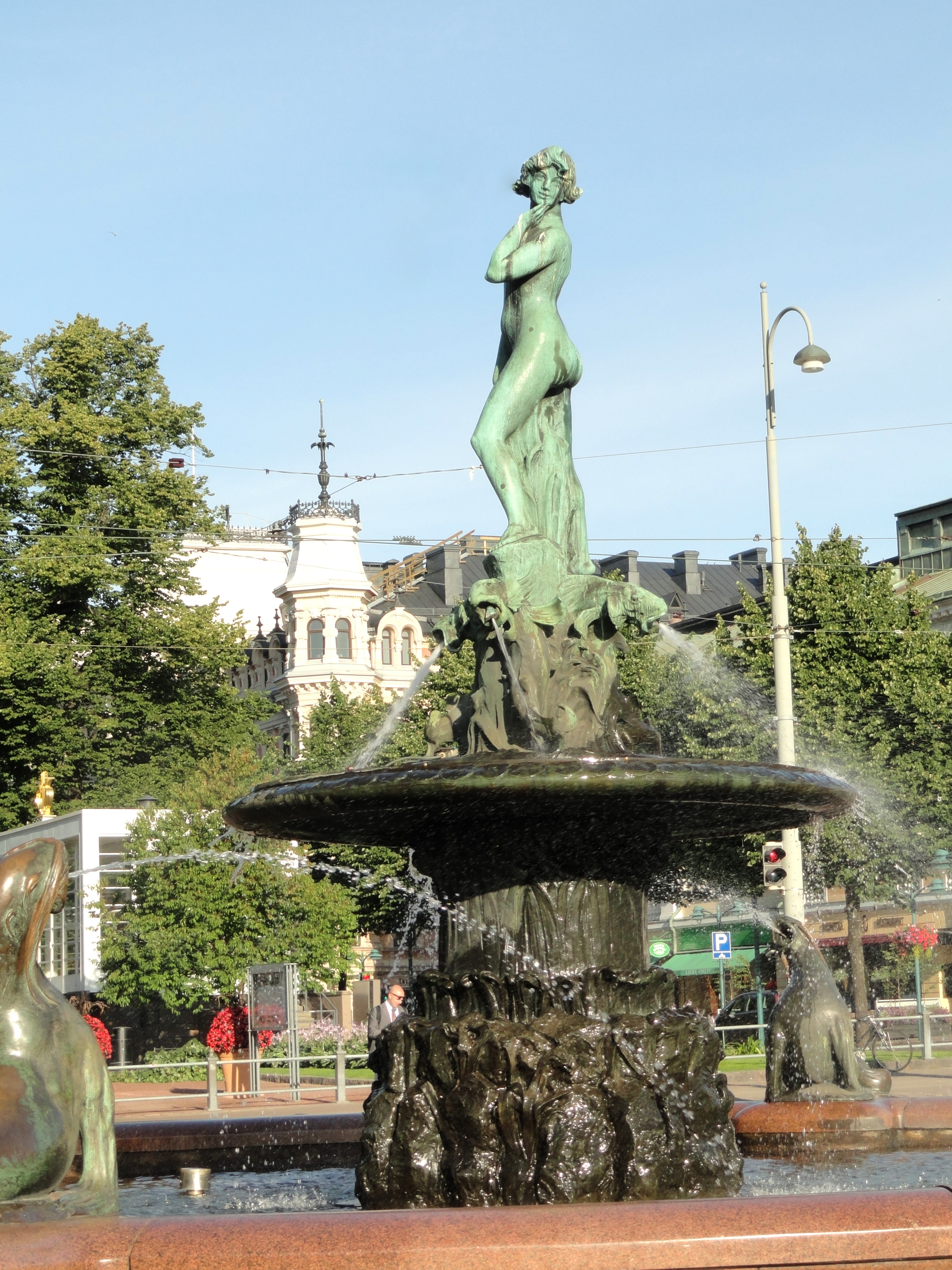
Havis Amanda.

Havis Amanda est une célèbre statue de femme nue érigée sur la place du Marché d'Helsinki en Finlande.

## Histoire
La statue en bronze, de 5 mètres de hauteur, est sculptée par Ville Vallgren en 1906 à Paris dans le style art nouveau. Ville Vallgren prend pour modèle deux jeunes filles de 19 ans Marcelle Delquin et Léonie Tavier. Vallgren nomme la statue "La sirène" qui dans son esprit est la Fille de la Baltique.  
À son arrivée en Finlande, la statue est érigée en bordure ouest de la place du marché de la capitale finlandaise où elle se trouve encore aujourd'hui et elle est progressivement renommée Havis Amanda. La fontaine en granite est de Eliel Saarinen.

## La réaction du public
Le 20 septembre 1908 la statue est dévoilée et elle est d'abord l'objet de critiques, en particulier de la part des femmes. Sa nudité et son pouvoir de séduction sont considérés comme inappropriés. 
Tous les groupes ne critiquent pas la nudité en soi mais la mettre sur un piédestal est vu comme asservissant les femmes en les montrant en état de faiblesse et en créant une objectification sexuelle.
Il faut se souvenir que le suffrage universel est ouvert aux femmes finlandaises en 1906. Certains groupes de défense des droits de femmes critiquent l'aspect simpliste de la forme et certaines évoquent une prostituée française commune à qui il manque l'innocence de la virginité. Les lions de mer avec leurs langues humaines pendantes sont dites représenter les hommes convoitant la demoiselle. 
Vallgren se considère comme un admirateur des femmes. Une grande partie de l'élite finlandaise voit Vallgren comme un marginal et a déjà jugé l'ouvrage avant de le voir. Grâce à l'influence de Albert Edelfelt la statue est commandée et grâce à un petit groupe de supporteurs, l'œuvre est progressivement acceptée et les habitants commencent à la voir comme l'esprit de la ville. 
De nos jours la statue est considérée comme étant l'une des plus belles œuvres d'art d’Helsinki.

### Galerie

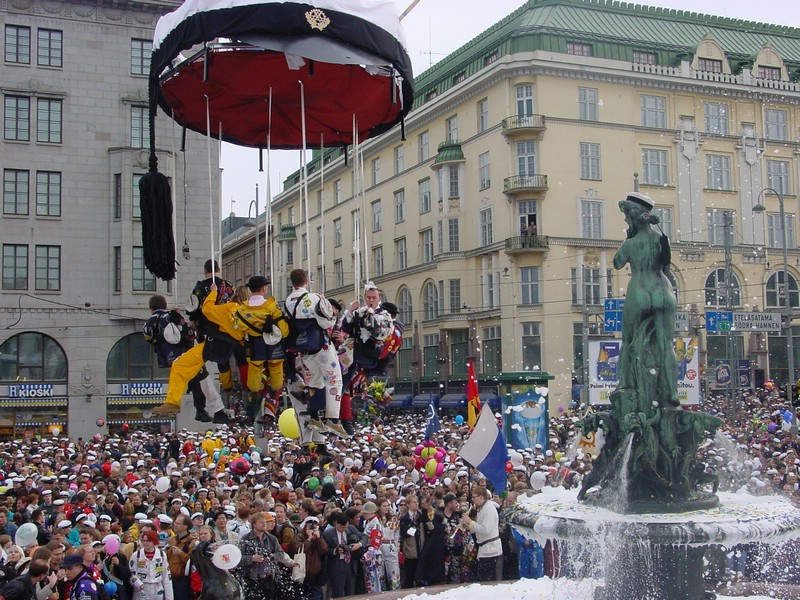
Vappu: 1 mai 2002.
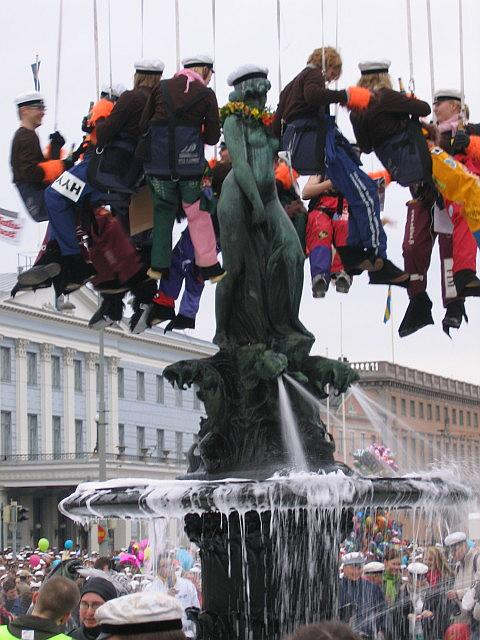
Vappu: 1 mai 2005.
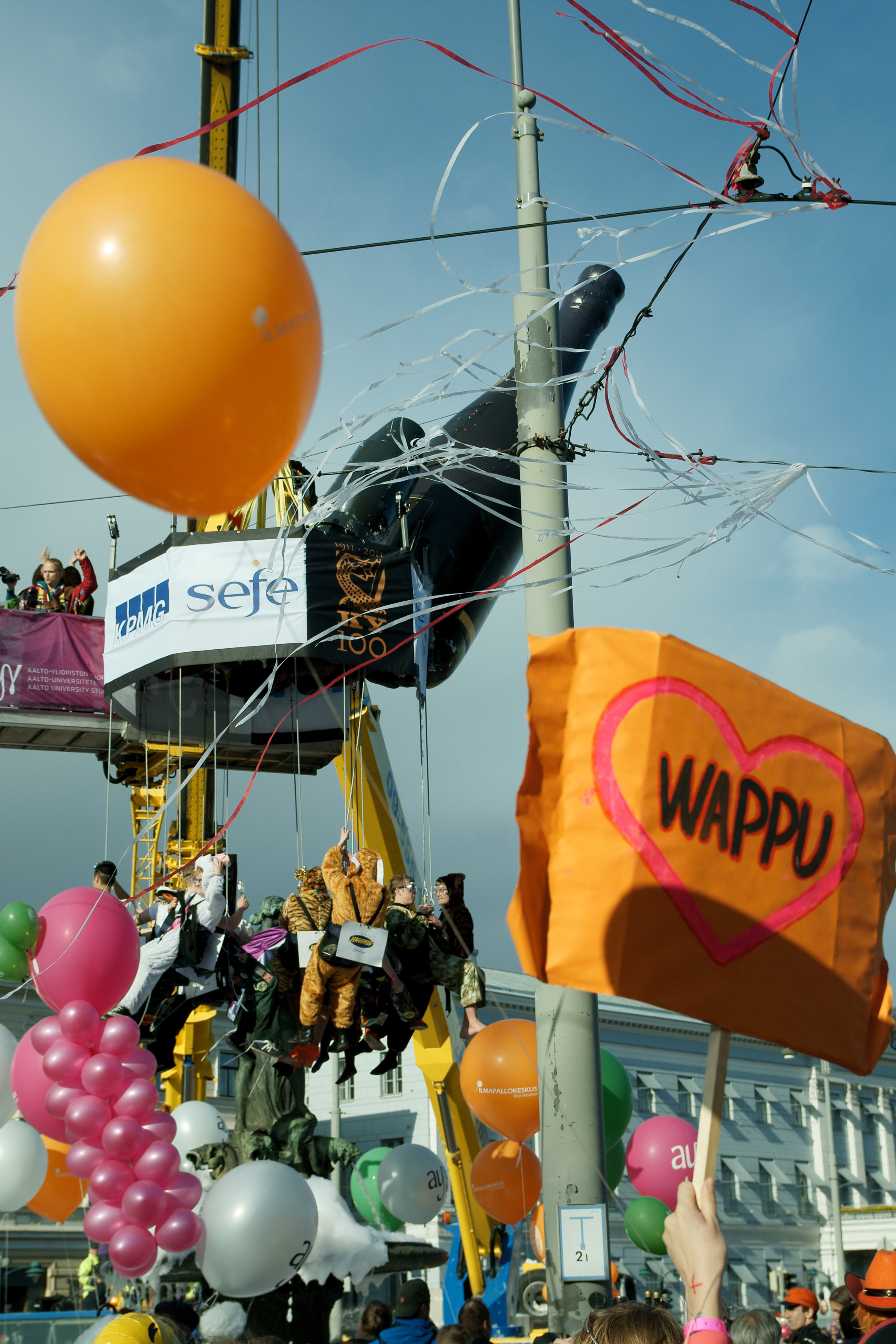
Vappu: 1 mai 2011.

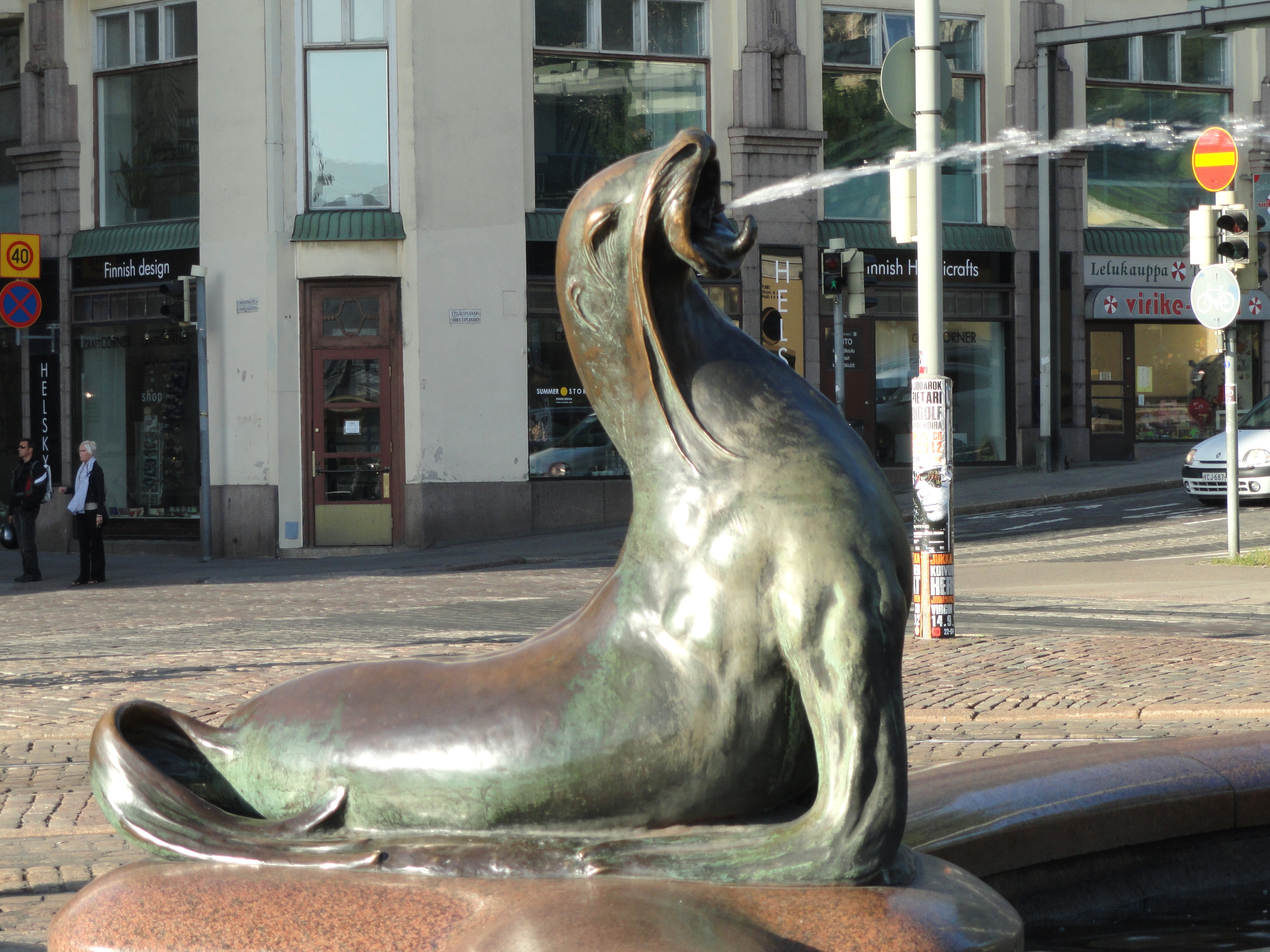
Un lion de mer.
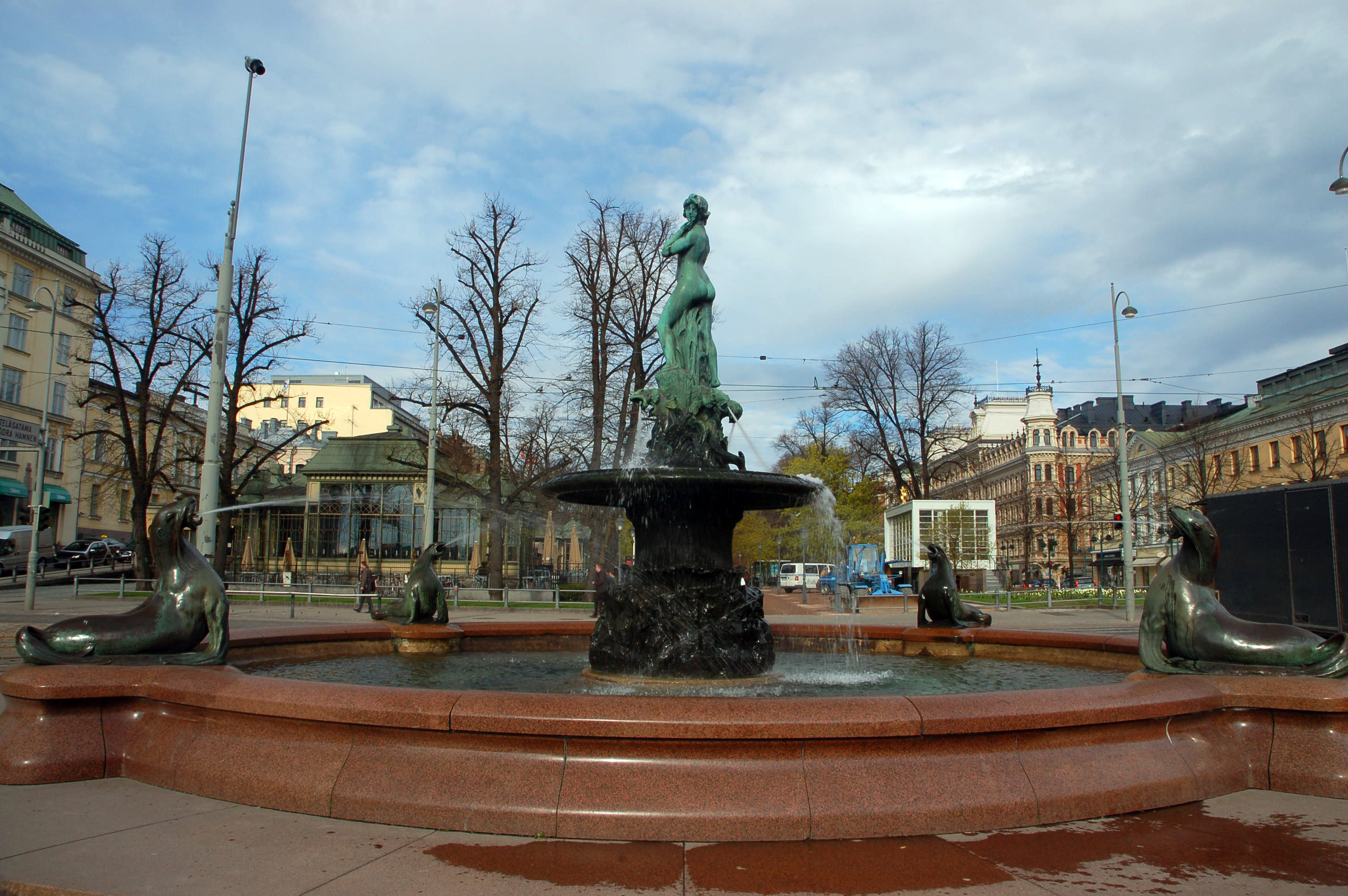
Havis Amanda.
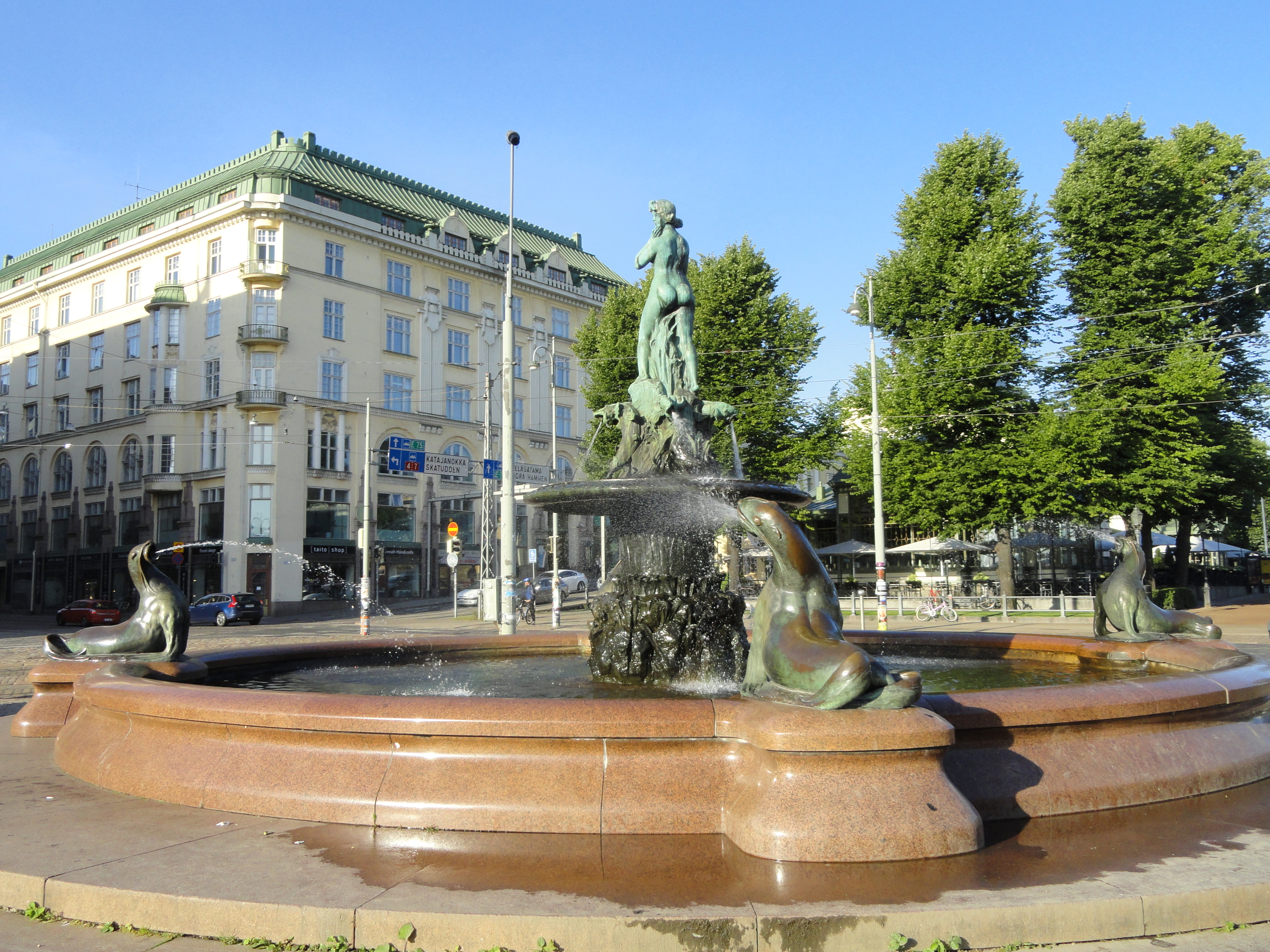
Havis Amanda.
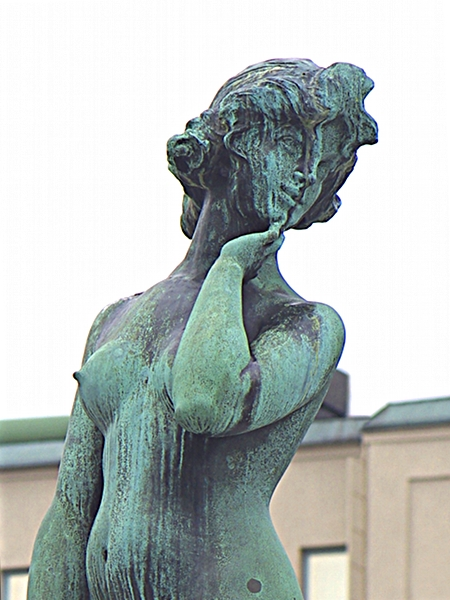
Havis Amanda, détail.

## Festivités des bacheliers
La statue est au cœur des festivités étudiantes de la nuit précédant le 1er mai (Vappu en finnois). Suivant la tradition les bacheliers couronnent la statue d'une casquette de bachelier géante la veille de Vappu. 
Selon les sources, la tradition a débuté en 1909 ou en 1921.
À ses débuts le couronnement était illégal mais il est autorisé depuis 1951.

### Galerie
- Vappu: 1er mai 2002.
- Vappu: 1er mai 2005.
- Vappu: 1er mai 2011.